# Pauly D

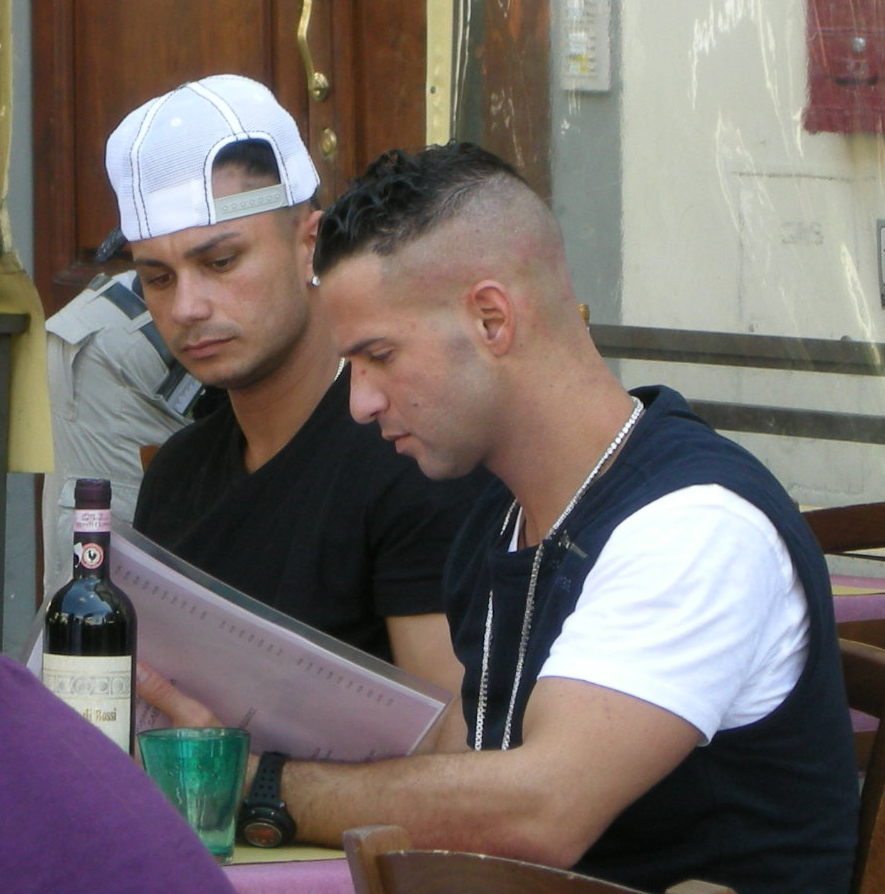
Pauly D (esquerda) com Michael Sorrentino, em Florença, Itália (Maio 2011).

Paul Delvecchio, mais conhecido como DJ Pauly D ou apenas Pauly D (nascido em Providence, Rhode Island em 5 de julho de 1980) é um ator e DJ americano, conhecido internacionalmente por seu papel na televisão Jersey Shore, a transmissão na televisão a cabo MTV.
Em agosto de 2011, Pauly D falou que a seria a produção de 3 álbuns com música gravadora G-Unit Records, o G-Note Records, ambas gravadoras dirigidas por 50 Cent. Isto foi confirmado pelo 50 Cent mesmo em 1 de dezembro de 2011. Pauly D foi o primeiro membro de Jersey Shore para produzir uma televisão spin-off, que é intitulado Projeto Pauly D.